# Booklet
Booklet neboli buklet je malá knížka či brožura.
Může to být malá knížečka formátu A6 či menší, která obsahuje například návod či informace k výrobku, k elektronickému přístroji a podobně. Slovem booklet se rovněž označuje rozkládací leporelo v obalu kompaktního disku, které obsahuje například texty písní, informace o albu, interpretovi apod. Pro výrobu bookletů existují počítačové programy.